# Arroyo Porongos
Der Arroyo Porongos ist ein Fluss im südlichen Zentrum Uruguays.
Der 67 km lange Fluss im Nordosten des Departamento Flores entspringt unmittelbar südwestlich von Cerro Colorado und einige Kilometer südlich der Stadt Trinidad in der Cuchilla Grande Inferior. Von dort verläuft er überwiegend von Süden nach Norden, unterführt bereits im Oberlauf in Quellnähe die Ruta 3 und mündet schließlich in den Río Yí.
Er ist Namensgeber für den uruguayischen Fußballverein Porongos.